# Leisure World Ice Center
Leisure World Ice Center was een schaatsbaan in Dronten die vroeger Kwintus Nova heette.
In 1998 werd de ijshal Kwintus Nova gebouwd met als belangrijkste voorziening een 400 meterbaan. Na jarenlang getouwtrek over subsidies werd de ijsbaan in 2005 gesloten. De leegstaande hal is toen gebruikt voor andere zaken zoals de vaccinatie tegen de Mexicaanse griep. In september 2010 werd de kunstijsbaan weer heropend en anno maart 2020 is het de nummer 18 op de lijst van snelste ijsbanen van Nederland.
De NK marathonschaatsen op kunstijs werden hier op 5 januari 2014 verreden.
Op 6 februari 2021 laat directeur Lammert Grootoonk weten dat de schaatsbaan definitief gesloten is, op dat moment waren de werkzaamheden voor de sluiting al bezig.

## Grote kampioenschappen
- 2014 - NK marathon kunstijs

## Baanrecords
| Afstand  | Schaatser       | Land | Tijd     | Datum      |
| -------- | --------------- | ---- | -------- | ---------- |
| 100 m    | Tim Hoogkamer   | NED  | 10,26    | 02-11-2019 |
| 500 m    | Jesper Hospes   | NED  | 35,99    | 15-11-2014 |
| 1000 m   | Sjoerd de Vries | NED  | 1.11,75  | 15-11-2015 |
| 1500 m   | Sjoerd de Vries | NED  | 1.50,97  | 14-11-2015 |
| 3000 m   | Bart Valentijn  | NED  | 4.04,35  | 29-02-2020 |
| 5000 m   | Evert Hoolwerf  | NED  | 6.37,34  | 15-11-2015 |
| 10.000 m | Mark Ooijevaar  | NED  | 14.35,08 | 19-11-2016 |

| Afstand | Schaatsster        | Land | Tijd    | Datum      |
| ------- | ------------------ | ---- | ------- | ---------- |
| 100 m   | Janine Smit        | NED  | 10,71   | 30-11-2014 |
| 500 m   | Janine Smit        | NED  | 39,75   | 15-11-2014 |
| 1000 m  | Janine Smit        | NED  | 1.19,44 | 16-11-2014 |
| 1500 m  | Yvonne Nauta       | NED  | 2.02,56 | 15-11-2014 |
| 3000 m  | Yvonne Nauta       | NED  | 4.15,20 | 16-11-2014 |
| 5000 m  | Lièn van Dasselaar | NED  | 8.28,79 | 15-02-2020 |